# デュピュイ・ド・ローム (装甲巡洋艦)
| 写真はデュピュイ・ド・ローム | |
| 艦歴                         | |
| 起工                         | 1888年7月4日 |
| 進水                         | 1890年10月27日 |
| 就役                         | 1895年5月15日 |
| 退役                         | 1910年3月20日 |
| 除籍                         | 1911年2月20日 |
| その後                       | 商船となり、1923年3月4日に解体業者に売却 |
| 除籍                         | |
| 前級                         | なし |
| 次級                         | アミラル・シャルネ級 |
| 性能諸元                     | |
| 排水量                       | 常備：6,676トン |
| 全長                         | 111.0m -m(水線長) |
| 全幅                         | 15.7m |
| 吃水                         | 7.49m |
| 機関                         | 石炭専焼円缶13基+直立型三段膨張式三気筒レシプロ機関1基&横置式三段膨張式三気筒レシプ ロ機関2基計3軸推進 |
| 最大出力                     | 13.000hp |
| 最大速力                     | 19.7ノット |
| 航続距離                     | 12.5ノット/4,000海里(石炭：1,080トン) |
| 乗員                         | 526名 |
| 兵装                         | Model 1887 19.4cm(45口径)単装速射砲2基 Model 1887 16.3cm(45口径)単装速射砲8基 Model 1895 6.5cm(45口径)単装速射砲2基 オチキス Model 1885 47mm機関砲8基 オチキス 37mm回転式機関砲8基 45cm水上魚雷発射管単装2基 |
| 装甲                         | 舷側：100mm（水線面主装甲） 甲板：20mm(主甲板) 主砲塔：100mm（側盾） 司令塔：127mm |

デュピュイ・ド・ローム (Dupuy de Lôme) はフランスが建造した世界初の装甲巡洋艦である。基本設計は造船提督のルイス・マリー・アンヌ・ド・ビュシィの手により纏められた。設計内容は同年代の前弩級戦艦「マッセナ」を小型化し、装甲を減じ、代わりに速力を増加したものである。この設計は当時のフランス海軍で支配的だった青年学派と言う戦略思想に基づいている。艦名は世界初の蒸気推進装甲艦「ラ・グロワール」を発明したアンリ・デュピュイ・ド・ロームに因む。

## 概要
装甲巡洋艦とは、湾曲した水線下装甲を持つだけであった防護巡洋艦には、高性能炸薬により高初速化した弾丸、および速射砲によって手数が増え攻撃力の高くなった近代巡洋艦に抗しきれないとフランス海軍が判断し、舷側水線部に垂直装甲を追加した艦種である。

## 艦形について

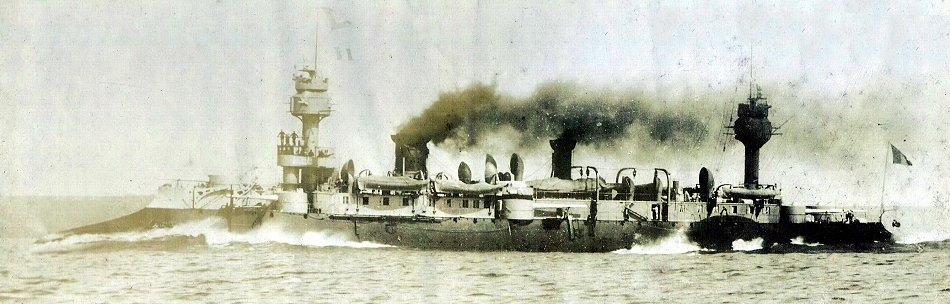
左舷から撮られた本艦。

船体形状は当時、フランス海軍が主力艦から軽艦艇に至るまで主に導入していたタンブル・ホーム型船体である。これは、水線部から上の構造を複雑な曲線を用いて引き絞り、船体重量を軽減できる船体方式で、他国では帝政ロシア海軍やドイツ海軍、アメリカ海軍の前弩級戦艦や巡洋艦にも採用された。外見上の特徴として水線下部の艦首・艦尾は著しく突出し、かつ舷側甲板よりも水線部装甲の部分が突出するといった特徴的な形状をしている。このため、水線下から甲板に上るに従って船体は引き絞られ甲板面積は小さくなっている。これは、備砲の射界を船体で狭められずに広い射界を得られることや、当時の装甲配置方式では船体の前後に満遍なく装甲を貼る「全体防御方式」のために船体が短くなればその分だけ装甲を貼る面積が減り、船体の軽量化が出来るという目的で採用された手法である。艦首はプラウ・バウ（豚鼻艦首）と呼ばれ、これも船殻重量は増加させずに、水線長だけを延長する目的が有る。

## 兵装
突出した艦首から艦首甲板に19.4cm単装主砲塔が1基、司令塔を組み込んだ艦橋からミリタリーマストが立つ。ミリタリーマストとはマストの上部あるいは中段に軽防御の見張り台を配置し、そこに37mm～47mmクラスの機関砲(速射砲)を配置したものである。この配置は、当時は水雷艇による奇襲攻撃を迎撃するため、遠くまで見張れる高所に、対水雷撃退用の速射砲あるいは機関砲を置いたのが始まりである。形状の違いはあれどこの時代の列強各国の大型艦には必須の装備であった。本艦のミリタリーマストには、頂部に二層式の見張り台があり、下段に4.7cm機関砲が前後左右に1基ずつ計4基、上部には3.7cm回転式機関砲が前後左右に1基ずつ計4基装備され、後部ミリタリーマストも同形式である。その背後に19.4cm単装主砲塔が後向きに1基配置された。また、甲板一段分下がった舷側には副砲でさえも先進的な砲塔に収められ、16.3cm単装副砲塔を艦橋の左右に1基ずつ、船体中央部左右に1基ずつ、後檣基部の左右に1基ずつの計6基を配置した。

## 機関
本艦は19.7ノットという、当時の基準では高速を発揮するため、大型軍艦として世界初の三軸推進方式を採用したのが特徴である。主ボイラー缶には堅実に円缶を採用した。主機関は後述する湾曲した防御甲板の形状上、背の高い縦置式三段膨張型三気筒レシプロ機関で中央軸を推進し、背の低い横置式三段膨張型三気筒レシプロ機関は外側の右舷・左舷軸を推進した。巡航時には中央1軸または外側2軸だけで航行し、高速航行時は全主機関を使用した。

## 防御
舷側装甲には100mm厚の装甲が用いられた。その装甲範囲は甲板から水線面まで4mを覆い、更に水線下1.1mを防御するという広範囲なものであった。湾曲した主甲板は主要防御区画のみ20mm装甲で覆われた。その背後に弾片防御甲板が配され、主甲板と弾片防御甲板の間には石炭を充填した区画細分層があり機関区を防御していた。水線下部には石炭庫が配置されて浸水と弾片から内部を守る構造であった。水線下の舷側には一層式の防水区画があり、それは艦底部まで達し二重底と接続された。

## 艦歴
ブレスト工廠（Arsenal de Brest）で建造。1888年7月4日起工。1890年10月27日進水。1895年5月15日就役。
1895年6月、「デュピュイ・ド・ローム」は戦艦「オッシュ」、小型巡洋艦「Surcouf」とともにフランス代表としてキール運河開通式典に参加した。「デュピュイ・ド・ローム」の属した北方戦隊は1896年6月にスペインを訪問し、10月5日にはロシア皇帝のフランス訪問に際し、シェルブールに入港するロシアの皇室ヨットを護衛。また、「デュピュイ・ド・ローム」は大統領フェリックス・フォールを乗せてクロンシュタットへ向かう装甲巡洋艦「ポテュオ」を護衛した。1899年6月、北方戦隊とともにポルトガルとスペインを訪問。1901年、ヴィクトリア女王の葬儀に参列。
1902年、ブレストで改装開始。
1908年、「デュピュイ・ド・ローム」はモロッコ配備となり12月にタンジェに到着。しかし、この頃の艦の状態はよくなかった。「デュピュイ・ド・ローム」は1909年9月13日にロリアンに戻り、予備役となった。1910年3月20日退役。1911年2月20日除籍。
その頃、エクアドルがイタリアから防護巡洋艦「Umbria」を購入しようとしていることを受けてペルーがフランスから装甲巡洋艦を取得しようとし、「デュピュイ・ド・ローム」が売却されることになった。艦は1912年9月12日にペルーに引き渡され、太平洋戦争の1879年10月8日の戦闘の際に装甲艦「ワスカル」の指揮を執って戦死した人物にちなんで「Commandante Aguirre」と改名された。しかし、「Umbria」はエクアドルではなくハイチへ売却されており、代金は100万フランしか支払われず、1914年10月に艦はフランスの一時管理下に置かれた。1917年1月17日、艦はフランスに返却された。
1918年10月、Lloyd Royal Belgeへ売却。商船へと改造されて1919年12月に引き渡され、「Peruvier」と改名された。
「Peruvier」は石炭を積んで1920年1月20日にカーディフからリオデジャネイロへ向けて出航したが、途中で故障が発生し、スペイン汽船「León y Castillo」によってラス・パルマスへ曳航された。それからLloyd Royal Belgeのイギリス子会社の汽船「Gasconier」がペルナンブーコまで曳航し、6月1日に到着。そこで第3船倉内の石炭が燃えているのが見つかり、完全に消火されたのは 6月19日であった。荷揚げ後しばらくそこにあり、それから「Gasconier」に曳航されて11月18日にアントワープに到着した。「Peruvier」は修理されず、1923年3月4日に解体業者に売却され、フリシンゲンで解体された。

## 改装
1905年に主ボイラーをノルマン式石炭専焼缶20基へと更新し煙突は三本煙突となり、後部ミリタリーマストは簡素な単棒檣となった。

## 参考図書
- 「世界の艦船増刊第50集　フランス巡洋艦史」(海人社)